# ГАЕС Каннагава
ГАЕС Каннагава (神流川発電所) – гідроакумулювальна електростанція в Японії на острові Хонсю. За умови повного завершення стане найпотужнішою ГАЕС в країні.
Верхній резервуар станції створили на струмку, який стікає ліворуч до Мінаміаікі, правої притоки Тікуми – верхньої течії річки Сінано, котра впадає до Японського моря у місті Ніїґата. Тут звели кам'яно-накидну греблю висотою 136 метрів та довжиною 444 метра, яка потребувала 7,3 млн м3 матеріалу. Вона утримує водосховище з площею поверхні 0,59 км2, об’ємом 19,2 млн м3 (корисний об’єм 12,7 млн м3) та припустимим коливанням рівня між позначками 1500 та 1527 метрів НРМ.
Нижній резервуар створений на протилежному (східному) схилі вододільного хребта острова на річці Каннагава, яка зливається з Карасу незадовго до впадіння праворуч до Тоне (завершується у Тихому океані дещо північніше від Токіо). Для цього спорудили бетонну гравітаційну греблю висотою 120 метрів та довжиною 350 метрів, яка потребувала 70 тис м3 матеріалу. Вона утримує сховище з площею поверхні 0,56 км2 та об’ємом 18,4 млн м3 (корисний об’єм 12,7 млн м3), в якому припустиме коливання рівня між позначками 814 та 843 метра НРМ.
Споруджений у підземному виконанні на глибині півкілометра машинний зал станції має розміри 215х33 метра при висоті 52 метра. Він призначений для розміщення шести гідроагрегатів потужністю 470 МВт, при цьому перші два агрегати стали до ладу у 2005 та 2012 роках. Оборотні турбіни типу Френсіс використовують напір у 653 метра та забезпечують пійдйом на висоту у 675 метрів.
Подача ресурсу із верхнього резервуару для перших двох гідроагрегатів здійснюється через тунель тунель довжиною 2,5 км з діаметром 8,2 метра, який переходить напірний водовівд довжиною 1,4 км. З’єднання із нижнім резервуаром забезпечується за допомогою тунелю довжиною 2,1 км з діаметром 8,2 метра. В системі також працює вирівнювальний резервуар висотою 104 метра з діаметром 17 метрів.